# Rat für handelsbezogene Aspekte der Rechte des geistigen Eigentums
Der Rat für handelsbezogene Aspekte der Rechte des geistigen Eigentums, kurz Rat für TRIPS (Council for Trade-Related Aspects of Intellectual Property Rights, TRIPS Council oder Council for Trips) ist ein Gremium der Welthandelsorganisation (WTO)

## Einsetzung
Die Einsetzung des Rates für den Handel mit Dienstleistungen geschah mit Inkrafttreten des Marrakesch-Abkommens am 1. Januar 1995.

„There shall be a Council for Trade in Goods, a Council for Trade in Services and a Council for Trade-Related Aspects of Intellectual Property Rights (hereinafter referred to as the ‘Council for TRIPS’), which shall operate under the general guidance of the General Council. The Council for Trade in Goods shall oversee the functioning of the Multilateral Trade Agreements in Annex 1A.“

„Ein Rat für den Handel mit Waren, ein Rat für den Handel mit Dienstleistungen und ein Rat für handelsbezogene Aspekte der Rechte des geistigen Eigentums (im folgenden als "Rat für TRIPS" bezeichnet) sind unter der allgemeinen Leitung des Allgemeinen Rates tätig. Der Rat für den Handel mit Waren überwacht die Wirkungsweise der Multilateralen Handelsübereinkommen in Anlage 1A. Der Rat für den Handel mit Dienstleistungen überwacht die Wirkungsweise des Allgemeinen Übereinkommens über den Handel mit Dienstleistungen (im folgenden als "GATS" bezeichnet).“

In den neben Englisch weiteren Amtssprachen der WTO Französisch und Spanischfirmiert der Rat auf Französisch unter Conseil des aspects des droits de propriété intellectuelle qui touchent au commerce bzw. Conseil des ADPIC und Spanisch auf Consejo de los Aspectos de los Derechos de propiedad Intelectual relacionados con el Comercio bzw. Consejo de los ADPIC.

## Aufgaben
Die Aufgaben des Rates bestehen in der Überwachung der Einhaltung des TRIPS-Abkommen und der Implementation der Pflichten eines Mitglieds unter dem Abkommen. Er bietet die Möglichkeit der Verhandlung über Fragen im Zusammenhang mit dem Abkommen und Unterstützung bei der Streitbeilegung zwischen zwei Mitgliedern. Der Rat kooperiert auch mit der Weltorganisation für geistiges Eigentum, zu diesem Zweck wurde ein Vertrag zwischen der Organisation und der Welthandelsorganisation geschlossen. Ebenso überprüft der Rat in regelmäßigen Abständen die Politik und Rechtslage der Mitglieder. Dem Rat ist es möglich der WTO-Ministerkonferenz Vorschläge zur Änderung eines Abkommens des Welthandelsrecht zu unterbreiten.